# Кикути (город)
Кикути (яп. 菊池市 Кикути-си) — город в Японии, находящийся в префектуре Кумамото. Площадь города составляет 276,66 км², население — 48 750 человек (1 августа 2014), плотность населения — 176,21 чел./км².

## Географическое положение
Город расположен на острове Кюсю в префектуре Кумамото региона Кюсю. С ним граничат города Кумамото, Ямага, Асо, Коси, Хита и посёлок Одзу.

## Население
Население города составляет 48 750 человек (1 августа 2014), а плотность — 176,21 чел./км². Изменение численности населения с 1980 по 2005 годы:
| 1980 | 49 527 чел. |  |
| 1985 | 50 831 чел. |  |
| 1990 | 51 610 чел. |  |
| 1995 | 52 545 чел. |  |
| 2000 | 52 636 чел. |  |
| 2005 | 51 862 чел. |  |

## Символика
Деревом города считается сакура, цветком — хризантема, птицей — настоящая короткокрылая камышовка.